# سينسليخو
سينسيليجو هي بلدية كولومبية وعاصمة قسم سوكري.

## المناخ
يظهر الجدول التالي التغييرات المناخية على مدار السنة لسينسليخو:
| البيانات المناخية لـسينسليخو      | البيانات المناخية لـسينسليخو | البيانات المناخية لـسينسليخو | البيانات المناخية لـسينسليخو | البيانات المناخية لـسينسليخو | البيانات المناخية لـسينسليخو | البيانات المناخية لـسينسليخو | البيانات المناخية لـسينسليخو | البيانات المناخية لـسينسليخو | البيانات المناخية لـسينسليخو | البيانات المناخية لـسينسليخو | البيانات المناخية لـسينسليخو | البيانات المناخية لـسينسليخو | البيانات المناخية لـسينسليخو |
| الشهر                             | يناير                        | فبراير                       | مارس                         | أبريل                        | مايو                         | يونيو                        | يوليو                        | أغسطس                        | سبتمبر                       | أكتوبر                       | نوفمبر                       | ديسمبر                       | المعدل السنوي                |
| --------------------------------- | ---------------------------- | ---------------------------- | ---------------------------- | ---------------------------- | ---------------------------- | ---------------------------- | ---------------------------- | ---------------------------- | ---------------------------- | ---------------------------- | ---------------------------- | ---------------------------- | ---------------------------- |
| متوسط درجة الحرارة الكبرى °م (°ف) | 38 (100)                     | 38.4 (101.1)                 | 38 (100)                     | 38.6 (101.5)                 | 37 (99)                      | 36.2 (97.2)                  | 37.2 (99.0)                  | 36.4 (97.5)                  | 35.8 (96.4)                  | 35.6 (96.1)                  | 35.4 (95.7)                  | 36.0 (96.8)                  | 36.9 (98.4)                  |
| متوسط درجة الحرارة الصغرى °م (°ف) | 18 (64)                      | 18 (64)                      | 19.4 (66.9)                  | 18 (64)                      | 18 (64)                      | 17.8 (64.0)                  | 18 (64)                      | 18.4 (65.1)                  | 18.2 (64.8)                  | 18 (64)                      | 19 (66)                      | 18.3 (64.9)                  | 18.3 (64.6)                  |
| الهطول مم (إنش)                   | 15.9 (0.63)                  | 24.3 (0.96)                  | 36.3 (1.43)                  | 91.7 (3.61)                  | 141.7 (5.58)                 | 133.5 (5.26)                 | 133.4 (5.25)                 | 146.8 (5.78)                 | 142.6 (5.61)                 | 126.7 (4.99)                 | 88.1 (3.47)                  | 35.1 (1.38)                  | 1٬116٫1 (43.94)              |
| المصدر: Ideam                     |                              |                              |                              |                              |                              |                              |                              |                              |                              |                              |                              |                              |                              |

## أعلام
- شرادا شاشيدهار
- كارلوس تمارا
- غييرمو سيليس
- خورخي ألفارو
- أريادنا غوتيريز